# Редфілд (Айова)
Редфілд (англ. Redfield) — місто (англ. city) в США, в окрузі Даллас штату Айова. Населення — 731 особа (2020).

## Географія
Редфілд розташований за координатами 41°35′26″ пн. ш. 94°11′46″ зх. д. / 41.59056° пн. ш. 94.19611° зх. д. (41.590604, -94.196112).  За даними Бюро перепису населення США в 2010 році місто мало площу 3,63 км², уся площа — суходіл.

## Демографія
Згідно з переписом 2010 року, у місті мешкало 835 осіб у 341 домогосподарстві у складі 233 родин. Густота населення становила 230 осіб/км².  Було 381 помешкання (105/км²).
Расовий склад населення:
| - 95,9 % — білих - 0,4 % — чорних або афроамериканців - 0,1 % — корінних американців - 1,6 % — осіб інших рас |

До двох чи більше рас належало 2,0 %. Частка іспаномовних становила 4,0 % від усіх жителів.
За віковим діапазоном населення розподілялося таким чином: 25,0 % — особи молодші 18 років, 57,6 % — особи у віці 18—64 років, 17,4 % — особи у віці 65 років та старші. Медіана віку мешканця становила 40,0 року. На 100 осіб жіночої статі у місті припадало 106,2 чоловіків;  на 100 жінок у віці від 18 років та старших — 100,0 чоловіків також старших 18 років.
Середній дохід на одне домашнє господарство  становив 53 360 доларів США (медіана — 47 171), а середній дохід на одну сім'ю — 66 367 доларів (медіана — 56 364). Медіана доходів становила 45 179 доларів для чоловіків та 32 250 доларів для жінок. За межею бідності перебувало 12,3 % осіб, у тому числі 16,3 % дітей у віці до 18 років та 10,0 % осіб у віці 65 років та старших.
Цивільне працевлаштоване населення становило 462 особи. Основні галузі зайнятості: освіта, охорона здоров'я та соціальна допомога — 18,8 %, транспорт — 11,7 %, науковці, спеціалісти, менеджери — 11,0 %.